# Excelsior Roubaix
El Excelsior Roubaix fue un equipo de fútbol de Francia que jugó en la Ligue 1, la primera división nacional de fútbol.

## Historia
Fue fundado en el año 1928 en la ciudad de Roubaix luego de la fusión de los equipos Football Club de Roubaix y Excelsior Club de Tourcoing. En 1932 se convierte en un equipo profesional al ascender a la Ligue 1 y en ese mismo año es campeón de la Copa de Francia.
Durante la Segunda Guerra Mundial el club peleaba por mantenerse en la primera división y al finalizar la guerra el club se fusiona con el RC Roubaix y el US Tourcoing para crear al CO Roubaix-Tourcoing aunque el equipo pasó a estar activo en las divisiones aficionadas. En 1977 el equipo se fusiona con el Sporting Club de Roubaix para crear al Roubaix Football y desaparece.

## Palmarés
- Copa de Francia: 1

1933

## Jugadores

### Jugadores destacados
| - Célestin Delmer - Marcel Desrousseaux - Jean Gautheroux - Henri Hiltl | - Marcel Langiller - Lucien Leduc - Noël Liétaer - Jean Sécember |